# Yeti Airlines
La Yeti Airlines Pvt. Ltd. (in nepalese: यति एअरलाइन्स) è una compagnia aerea regionale a capitale privato e non quotata nepalese costituita nel 1998 e con sede legale a Katmandu, Nepal. Opera voli nazionali con il marchio commerciale Yeti Airlines. La società, inoltre, controlla la compagnia aerea Tara Air. L'hub della compagnia è l'aeroporto Internazionale Tribhuvan.
Dal 5 dicembre 2013, Yeti Airlines è entrata a far parte dell'elenco dei vettori aerei soggetti a divieto operativo nell'UE che ha interdetto il proprio spazio aereo a tutti i vettori nepalesi, ritenuti non sufficientemente sicuri per i loro molti incidenti mortali.

## Storia
Yeti Airlines è stata fondata da Ang Tshering Sherpa nel maggio 1998 e ha ricevuto il suo certificato di operatore aereo il 17 agosto dello stesso anno. Ha iniziato le operazioni con due DHC-6 Twin Otter. La società madre di Yeti Airlines, Yeti World, comprende anche altre iniziative turistiche, tra cui hotel e resort e ulteriori compagnie aeree, ovvero la Air Dynasty e Altitude Air.
Nel 2009, Yeti Airlines ha istituito la sussidiaria Tara Air a cui ha esternalizzato le sue operazioni STOL negli aeroporti rurali e montuosi in Nepal e ha trasferito i DHC-6 e i Dornier Do 228.
Nel 2007, Yeti Airlines ha lanciato Fly Yeti come joint venture con Air Arabia. A causa dell'incertezza politica, la compagnia aerea ha cessato le sue operazioni nel 2008. Yeti Airlines e Tara Air combinate formano la più grande compagnia aerea domestica in Nepal; Il gruppo aveva oltre il 60% della quota di mercato totale a gennaio 2008.
Nel 2013, la Commissione europea ha vietato a tutte le compagnie aeree nepalesi di entrare nello spazio aereo europeo. Questa restrizione è ancora in atto al 2023 e specificamente elenca anche Yeti Airlines.
Nel 2014, Yeti Airlines ha lanciato Himalaya Airlines, un'altra joint venture, questa volta con la cinese Tibet Airlines.
Dal 2019, Yeti Airlines è stato lo sponsor della maglietta del club di calcio con sede a Katmandu Himalayan Sherpa Club, che attualmente gioca nella più alta lega di calcio del Nepal, la Martyr's Memorial A-Division League. Nel dicembre 2019, Yeti World ha fatto notizia in quanto è stato coinvolto in un caso di corruzione attorno al Primo Ministro K.P. Oli. Sempre nel 2019, Yeti Airlines è diventata la prima compagnia aerea carbon neutral in Nepal e Asia meridionale.

## Flotta

### Flotta attuale
A dicembre 2022 la flotta di Yeti Airlines è così composta:

### Flotta storica
Yeti Airlines operava in precedenza con i seguenti aeromobili:

## Incidenti
- 25 maggio 2004: il volo Yeti Airlines 117, un volo cargo operato da un Twin Otter, si schiantò contro un'altura in avvicinamento a Lukla. Tutti i tre a bordo persero la vita.[17]
- 21 giugno 2006: il Twin Otter di marche 9N-AEQ si schiantò al suolo dopo che l'equipaggio aveva deciso di interrompere l'atterraggio ed eseguire una riattaccata per un motivo sconosciuto. Le vittime furono 9.[18]
- 8 ottobre 2008: il volo Yeti Airlines 103, operato da un de Havilland Canada DHC-6 Twin Otter, si schiantò durante l'avvicinamento all'aeroporto di Lukla, nel Nepal orientale. Solo una persona sopravvisse all'impatto.[19]
- 15 gennaio 2023: il volo Yeti Airlines 691, operato da un ATR 72-500, si è schiantato in fase di atterraggio a Pokhara vicino al fiume Seti Gandaki. L'incidente ha causato la morte di tutte le 72 persone a bordo.[20]